# 金仇衡
金仇衡或金仇亥（?—?），即仇衡王（521年-532年在位），是朝鲜三国时期的金官伽倻的第10位国王。

## 生平
他是第9位国王金钳知的儿子。他生了三个儿子：奴宗、武德、武力。在新罗法興王的猛攻下，仇衡王率领全家以國帑寶物向新罗投降。法興王禮遇他，授位上等，以金官伽倻本國爲食邑，金武力官至角干。金首露建立的金官伽倻灭亡。

## 母
淑。出忠角干之女